# Ohridohauffenia drimica
Ohridohauffenia drimica е изчезнал вид коремоного от семейство Hydrobiidae.

## Разпространение
Видът е бил ендемичен за изворите, захранващи река Дрим в Северна Македония, Европа. За последно е видян през 1983 г., когато проучванията не успяват да намерят този вид в първоначалното му местообитание, когато Дрим е източен от голяма част от водата си.